# Paco Rabanne

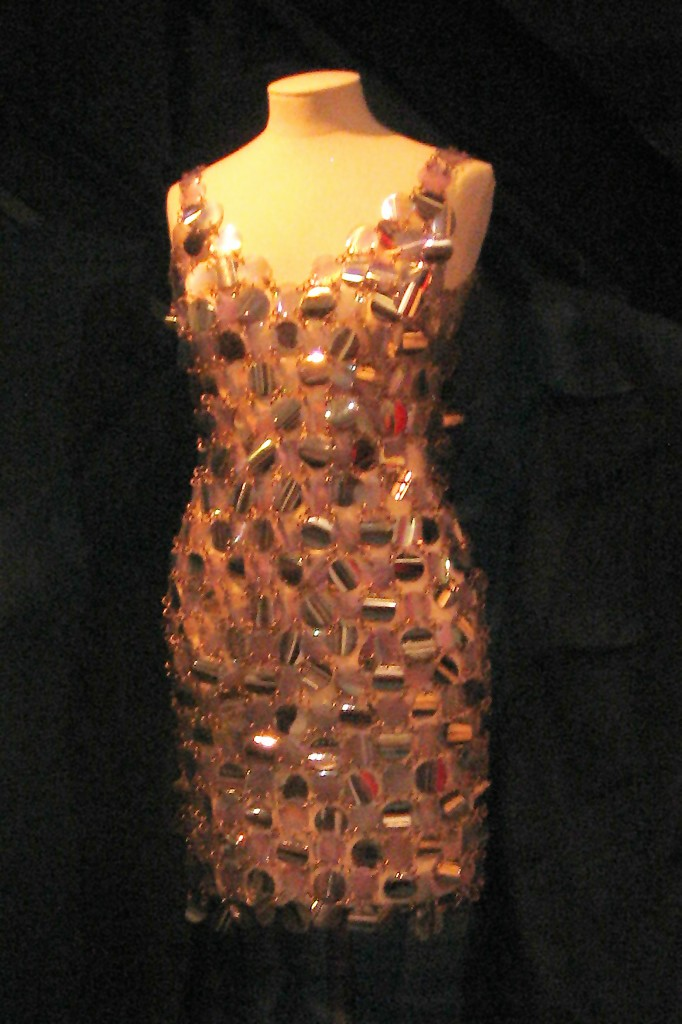
Rochie de Paco Rabanne, 1967

Francisco Rabaneda Cuervo (cunoscut sub numele Paco Rabanne, n. 18 februarie 1934, Pasaia⁠(d), Comunitatea Autonomă a Țării Basce, Spania – d. 3 februarie 2023, Portsall⁠(d), Ploudalmézeau, Pays d'Iroise Communauté⁠(d), Franța) a fost un designer vestimentar (couturier) francez - basc.

## Legături externe
- Paco Rabanne - Offizielle Webseite Arhivat în 2 februarie 2007, la Wayback Machine.